# Teorema japonès per a polígons cíclics
En geometia, el teorema japonès afirma que independentment de com es triangulitzi un polígon cíclic, la suma dels radis dels cercles inscrits als triangles és constant.:p. 193
|                                                                                           |  |
| la suma dels radis dels cercles verds és igual a la suma dels radis dels cercles vermells |  |

Vice versa, si la suma dels radis dels cercles inscrits és independentment de la triangulació, llavors el polígon és cíclic. El teorema japonès segueix el teorema de Carnot; és un problema Sangaku.

## Demostració
Aquest teorema es pot demostrar primerament sent demostrat en un cas particular: independentment de la triangulació d'un quadrilàter cíclic, la suma dels radis dels cercles inscrits als triangles és constant.
Després de demostrar el cas de quadrilàter, el cas general del teorema cíclic és un corol·lari immediat. La regla del quadrilàter pot ser aplicada a components en forma de quadrilàter d'una partició general d'un polígon cíclic, i aplicació repetida de la regla, que "volta" una diagonal, generarà totes les particions possibles de qualsevol partició donada, conservant amb cada "volta" la suma dels radis.
El cas del quadrilàter prové d'una extensió simple del teorema japonès per a quadrilàters cíclics, que mostra que es forma un rectangle amb les dues parelles de radis inscrits que corresponen a cada una de les triangulacions d'un quadrilàter cíclic. Els passos a seguir en la demostració no van més enllà de la geometria constructiva bàsica d'Euclides.
Amb la construcció addicional d'un paral·lelogram de costats paral·lels a les diagonals i tangent a les cantonades del rectangle d'incentres, el cas del quadrilàter del teorema dels polígons cíclics es pot demostrar en pocs passos. La igualtat en la suma dels radis de les dues parelles és equivalent a la condició que el paral·lelogram construït és un rombe, i això es demostra fàcilment en la construcció.
Una altra demostració del cas del quadrilàter es deu a Wilfred Reyes (2002). En la demostració, tant el teorema japonès del quadrilàters cíclics com el cas del quadrilàter en el teorema dels polígons cíclics es demostren a conseqüència del problema III de Thébault.